# Consistório Ordinário Público de 1847

## Cardeais Eleitores
| Nº                  | País               | Nome                                   | Idade              | Cargo                  | Título ou Diaconia                         |
| Cardeais eleitores  | Cardeais eleitores | Cardeais eleitores                     | Cardeais eleitores | Cardeais eleitores     | Cardeais eleitores                         |
| ------------------- | ------------------ | -------------------------------------- | ------------------ | ---------------------- | ------------------------------------------ |
| 1                   | França             | Pierre Giraud                          | 55                 | Arcebispo de Cambrai   | Cardeal-presbítero de Nossa Senhora da Paz |
| 2                   | França             | Jacques-Marie-Antoine-Célestin Du Pont | 55                 | Arcebispo de Bourges   | Cardeal-presbítero de Santa Maria do Povo  |
| 3                   | Itália             | Giacomo Antonelli                      | 41                 |                        | Cardeal-diácono de Santa Ágata dos Góticos |
| Revelado In Pectore |                    |                                        |                    |                        |                                            |
| 4                   | Itália             | Giuseppe Bofondi                       | 51                 | Auditor da Rota Romana | Cardeal-diácono de São Cesário em Palatio  |